# Siddharth Sinha
Siddharth Sinha (* 1978 in Ghazipur, Uttar Pradesh) ist ein indischer Filmregisseur.
Nach einem Bachelor-Abschluss in Psychologie an der University of Delhi studierte Sinha von 2004 bis 2007 am Film and Television Institute of India in Pune unter Mani Kaul. Bereits sein Debütfilm, die 10-minütige Dokufiktion Rangbela (2005) wurde auf dem Internationalen Dokumentarfilmfestival in Amsterdam 2006 gezeigt. Sein 21-minütiger Hochschulabschlussfilm Udedh Bun über Lebensumstände eines Jugendlichen gewann den Silbernen Bären des Kurzfilmwettbewerbs auf der Berlinale 2008.